# Bill Etheridge
Bill Etheridge, né le 18 mars 1970 à Wolverhampton, est une personnalité politique britannique. Membre du Parti pour l'indépendance du Royaume-Uni (UKIP) dès 2011, il rejoint le Parti libertarien (en) (LPUK) en octobre 2018 puis le Parti du Brexit (BP).

## Biographie
Lors des élections européennes de 2014 il est élu au Parlement européen. Il y siège dès lors au sein de l'Europe de la liberté et de la démocratie directe. Il n'est pas candidat à sa réélection en 2019.